# Karl Koch (botanico)
Karl Koch (Osnabrück, 13 agosto 1875 – Osnabrück, 28 febbraio 1964) è stato un botanico e educatore tedesco, vincitore della Medaglia Justus Möser nel 1945, insieme a Hermann Rothert.

## Biografia
Karl Koch si formò presso la scuola preparatoria protestante e il seminario per insegnanti protestanti di Osnabrück. Fu insegnante di geografia e biologia a Kalkriese, Bramsche e Osnabrück. Dal 1° aprile 1908 al 30 settembre 1935 insegnò queste materie nella scuola scuola media cittadina/protestante intitolata in onore di Justus Möser. Dal 1° ottobre 1935 ricoprì la carica di vicepreside di tale istituto. Lavorò come supplente alla scuola media Möser durante la Seconda guerra mondiale e anche dal 1° maggio 1945 al 30 settembre 1949. Si occupò anche di conservazione del paesaggio e della natura. Era particolarmente interessato alla ricerca sulla flora della regione di Osnabrück. La sua opera principale fu intitolata Flora des Regierungsbezirks Osnabrück und der benachbarten Gebiete (Flora del distretto amministrativo di Osnabrück e delle aree limitrofe), pubblicata nel 1934, la cui seconda edizione è apparsa nel 1958.
In qualità di commissario distrettuale per la conservazione della natura (dal 1934 al 1952), Koch si impegnò per la creazione di riserve naturali e monumenti naturali. Fondò e supervisionò il primo giardino botanico di Osnabrück, che finì distrutto durante la Seconda Guerra Mondiale. Dal 1947 al 1958 fu presidente della Società di Storia Naturale di Osnabrück. L'erbario di circa 6.000 esemplari da lui creato divenne in seguito proprietà del Museo di Scienze Naturali di Osnabrück.
Si spense il 29 febbraio 1964 a Osnabrück.

## Premi e riconoscimenti
Koch fu presidente onorario dell'Associazione di Scienze Naturali di Osnabrück.
- 1945: Medaglia Justus Möser, massima onorificenza della città di Osnabrück;[3]
- 1948: membro corrispondente della Società di Storia Naturale di Hannover;
- 1960: Croce Federale al Merito di 1ª Classe.
- 2 ottobre 1969: Karl-Koch-Straße, strada di Osnabrück intitolata in suo onore, per i suoi meriti di educatore e botanico.

## Opere
- Das Pflanzenleben der Grünländer, Heiden und Heidemoore der Osnabrücker Landschaft. Eine formationsbiologische Schilderung. (51./52. Jahresber. des Westf. Prov. Vereins für Wissenschaft und Kunst. S. 214–250, Münster 1922/24)
- Die Pflanzenvereine der Osnabrücker Landschaft. (Osnabrücker Heimatbuch, Heft 2 – Die heimatliche Landschaft, S. 25–63, Osnabrück 1925)
- Die Vegetationseinheiten der Linthebene. (Jahrb. der St. Gallischen Naturwissenschaftlichen Ges. 61. St. Gallen 1926)
- Biologische Beobachtungen (Osnabrück 1929)
- Palaeobotanische Untersuchungen einiger Moore im Münsterland. (Beih. Bot. Zentralbl. 46. Dresden 1929)
- Die Halbtrockenrasen-Gesellschaft am Lengericher Berge unter besonderer Berücksichtigung der geschützten und der schutzbedürftigen Gewächse. (Abhandlungen aus dem Westfälischen Museum für Naturkunde. Jg. 2, S. 95–102, Münster 1931)
- Die Vegetationsverhältnisse des Silberberges im Hüggelgebiet bei Osnabrück. (Mitt. des Naturwissenschaftlichen Vereins zu Osnabrück, Bd. 22, Nr. 1, 35 S., 8 Abb., Osnabrück 1932)
- Flora des Regierungsbezirks Osnabrück und der benachbarten Gebiete. (Rackhorst, Osnabrück 1934, 2. erw. Auflage 1958)